# گیل جائه

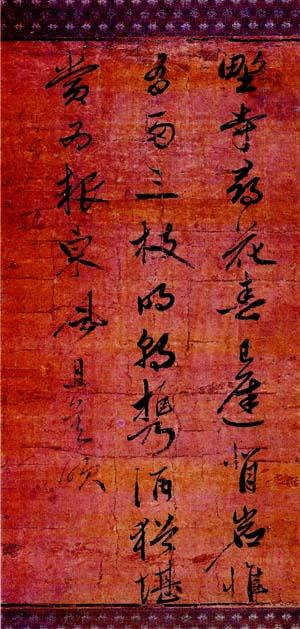
نامه گیل جائه

گیل جائه (Gil Jae) یا کیل جائه (Kil Jae) یا گیل جه (۱۳۵۳–۱۴۱۹، 길재، 吉再) محقق کره ای در دوره گوریو و سپس در دوره چوسون بود.

## آثار
- یائون جیپ (야은집، 冶隱集)
- Yaeun eunhaeng seupyu (야은언행습유، 冶隱言行拾遺)
- Yaeun sokjip (야은속집، 冶隱續集)